# Hire's

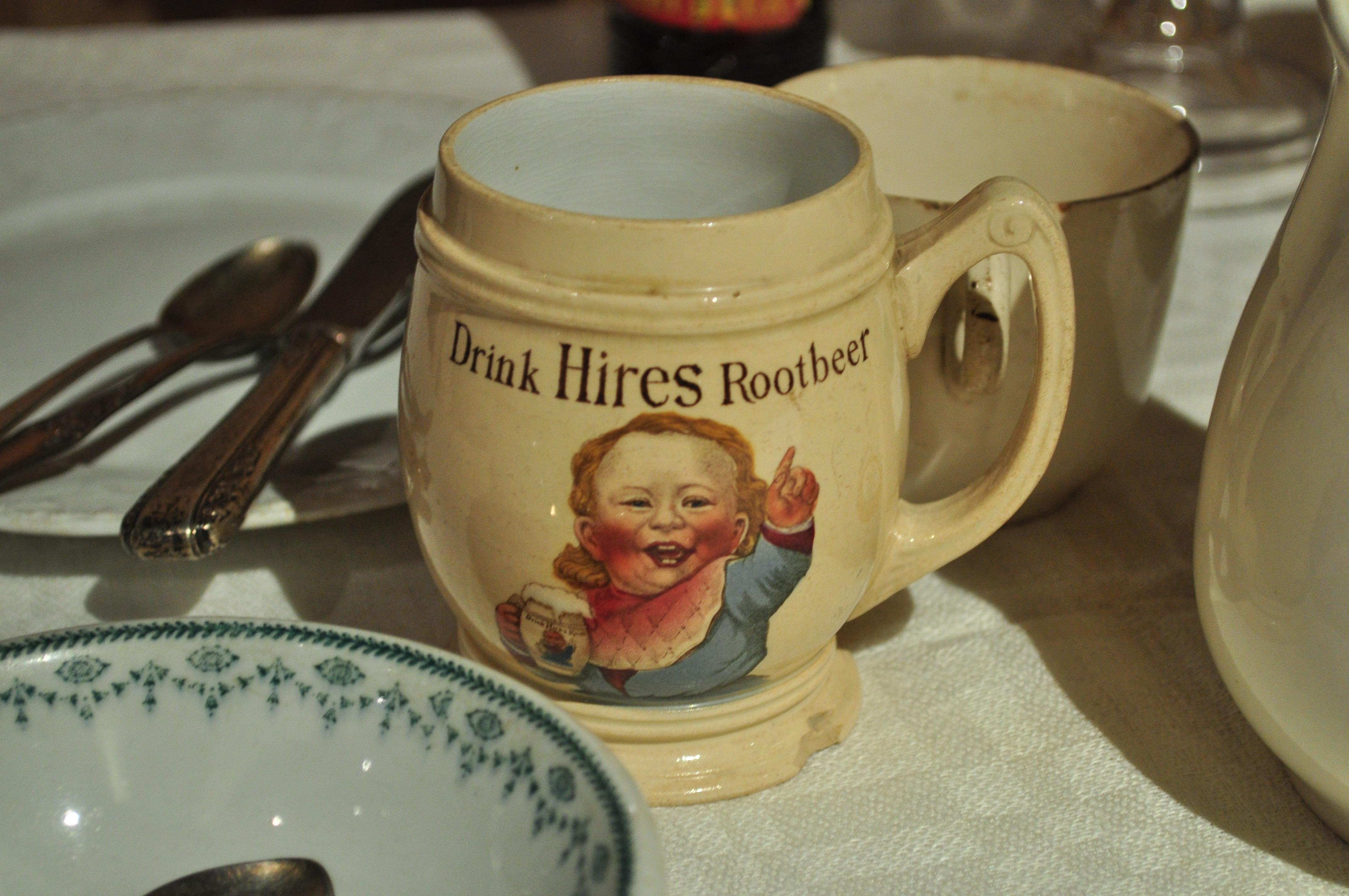
Hires Root Beerのマグカップ（1930年代以前）

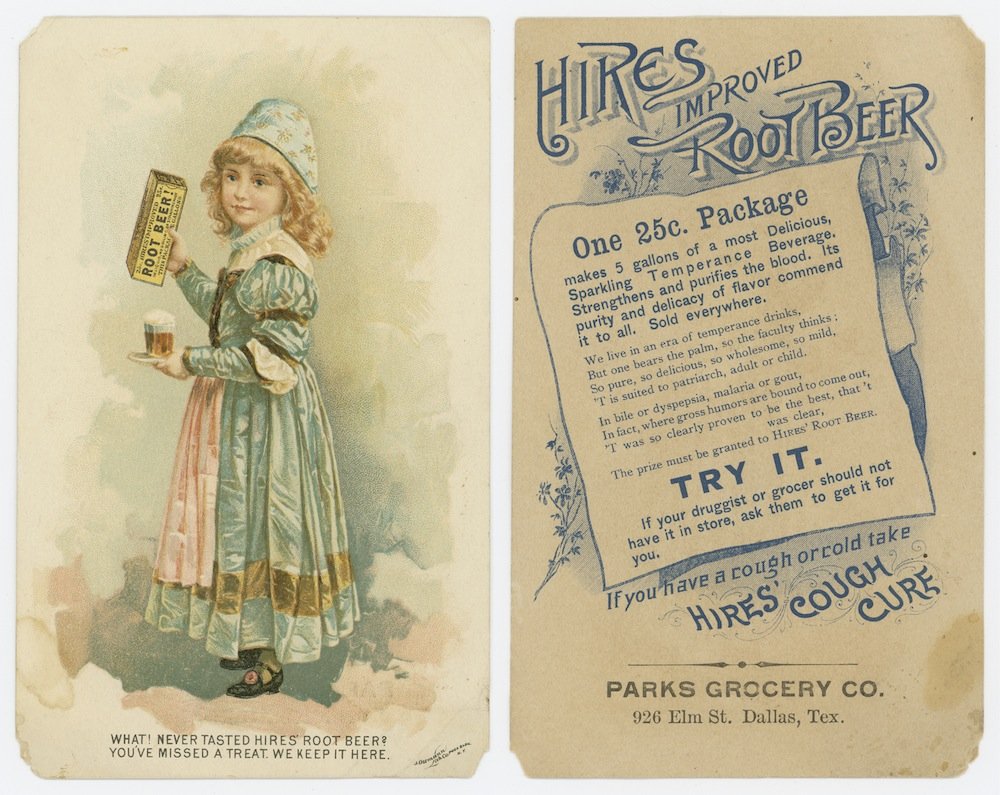
Hires Root Beerの広告（1870-1910年代頃）

Hire'sはアメリカ合衆国のルートビア・ブランドである。
読み方はハイアーズ、ハイレスとあり、日本ではあまり普及しなかったブランドである。1876年にチャールズ・エルマー・ハイレスが名字をブランドに掲げたルートビアメーカーを発足。独特のハーブ酵母と糖分を用いた飲料で、その後禁酒法も相まって全米に広がっていった。1989年にキャドバリー・シュウェップス社に買収された。
日本でも一時期沖縄県のみで製造販売され、沖縄バヤリースが受け持っていたものの短期間で撤廃し、現在ではかろうじて輸入されている状態だが、沖縄県以外では手に入りにくい。